# Ibalonius tuberculatus
Ibalonius tuberculatus is een hooiwagen uit de familie Podoctidae. De originele naamcombinatie (protoniem) is Ibalonius tuberculatus Suzuki, 1977. De huidige (vanaf 2023) geldig wetenschappelijke naam van Ibalonius tuberculatus gaat terug naar Seisho Suzuki.